# Fisiognomia

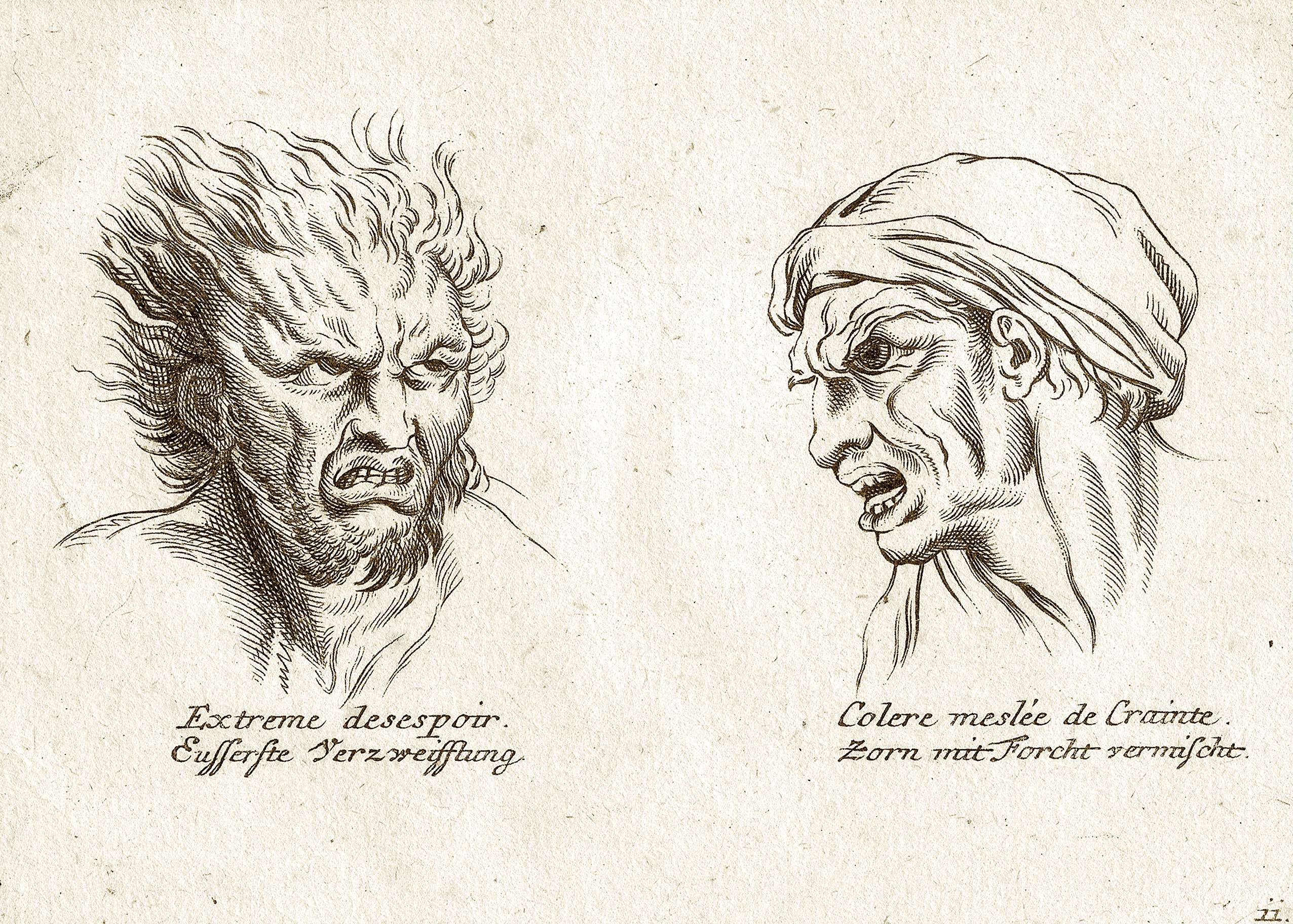
Il·lustració típica trobada en un llibre de Fisiognomia (Segle XIX) (a l'esquerra"Desesperació", a la dreta"Ira barrejada amb Por").

La fisiognomia és la paraciència que estudia la fisonomia humana en funció de les emocions i els sentiments. Estudia les transformacions que en l'aparença fisonòmica produeixen els sentiments i emocions, més concretament, estudia el gest com a eina de comunicació no verbal.
Aquest estudi s'empra per a les arts escèniques i plàstiques:
- En l'art escènic per què delimita l'aparença física d'un personatge. Estudia el conjunt de gestos i la dinàmica dels moviments damunt l'escenari en funció de les característiques psicològiques de cada personatge. La importància de la fisiognomia és més gran, òbviament, al teatre de la mímica.
- A les arts plàstiques ha estat la qüestió més important des de l'aparició de la individualització dels personatges al període hel·lenístic, en la nostra cultura occidental. La superació d'un model iconogràfic estàndard — el kouros i la koré —, es produeix amb l'aparició del pathos a l'escultura hel·lenística grega.

## La fisiognomia i la ciència
Aquest estudi del gest ha estat al llarg de la història objecte de tractaments molt diversos. Es pot situar al llarg d'un continu que va des de l'adscripció a un instint fisiognòmic — dintre de la més pura tradició esotèrica—, fins a l'estudi positivista del gest. Val a dir, des de l'extrem en què la fisiognomia explica tota la fesomia, fins a la fisiognomia —d'arrel leonardesca—, com explicació puntual del gest en funció dels sentiments i emocions de la persona humana.
Al llarg dels segles han coexistit els dos extrems. El plaer antropocèntric, sempre frustrat d'identificació de la persona humana com a centre de l'univers —"fills de Déu", "imatges de Déu". Centres de l'univers i alhora producte i fills de l'univers: el debat entre aquesta idea i la realitat d'ésser fills de la història —certament de l'univers, en minúscules, però— resulta un debat subtil, ple d'equívocs i creador d'innumerables teories. Unes més enllà, d'altres més aquí en funció de les necessitats de grandesa de cada època de la història de la cultura.
Afirma Centini que «presumptuosament la fisiognomia vol demostrar l'existència d'un llenguatge somàtic basat sobre un instint fisiognomònic innat (...)». Aquest instint fisiognòmic apareix a Marker. Aquesta afirmació demostra com pot arribar a ser de confusa la qüestió.
Si no es pot parlar d'un llenguatge verbal instintiu molt menys en referència al llenguatge no verbal. El llenguatge dels gestos varia, com el llenguatge verbal a cada cultura. I dintre de cada cultura inclús entre els diferents grups socials. I, més encara, a les diferents situacions o ambients socials. Buscar-hi una estandardització és una tasca tan inútil com impossible. L'intent de fer de la fisiognomia alguna cosa més que una eina auxiliar per a la representació de l'aparença humana desemboca irremeiablement en la pseudociència o l'esoterisme. És com si volguéssem constituir en ciència l'habilitat per a llegir les línies de la mà.
La inconsistència d'aquest instint fisiognomònic queda ben palesa a les pàgines centrals del text de Marker en què fa l'anàlisi fisiognomònica dels diferents personatges històrics. Realment una mirada sobre la vestimenta o el vocabulari de la persona pot resultar més aclaridora.

## La fisiognomia i l'art
Caroli enfoca l'objecte de la fisiognomia cap a la psicologia i la pintura. És el primer text, a les meues mans, que estudia clarament la història de la pintura en funció de la fisiognomia. Des de Il cinquecento fins Il novecento ofereix un interessant estudi comparat tant dels artistes —amb referències concretes a l'obra—, com dels teòrics —que en la majoria dels casos són artistes també. Per aquesta raó desenvoluparem els comentaris del text a aquest apartat.el text de Caroli, 1998, es converteix doncs, des d'ara en l'eix vertebrador d'aquest estudi.

### Il cinquecento
Cal fer esment de l'absència de qualsevol referència a la contrareforma catòlica. Com és ben conegut, del Concili de Trento isqueren directrius clares i contundents referents a la iconografia i l'art en general. S'ha d'anotar igualment el silenci — quan no passen de puntetes—, de la majoria dels autors italians en tot allò que pertoca negativament l'església catòlica. S'hi observa una mena d'autocensura al respecte.
- Leonardo da Vinci.
- Giorgio o Zorzi da Vedelago, anomenat Giorgione
- Lorenzo Lotto.
- Giovanni Gerolamo Savoldo
- Michelangelo Buonarroti
- Albrecht Dürer
- Jacobo Pontompormo (1494-1556), retrat de Cosimo il Vecchio, 1520.
- Tiziano: Retrat de Paolo III amb el seu nebot i Ottavio Farnese, 1546. Al·legoria de la Prudència, 1566.
- Michelangelo da Caravaggio, p.56: Fanciullo morso da un ramarro,
- Sofonisba Anguissola (1535-1625), p. 56: Fanciullo morso da un gambero, 1555
- Rembrandt va conèixer els estudis de fisiognomia de Leonardo.p.132
- Giovan Battista Moroni
- Gaudencio Ferrari

### Teòric
- Antiquitat:Platò, p.15, : Timeo i Aristòtil
- Leonardo: Tractat de la pintura,[6] Tanmateix la història antiga de la fisiognòmica continuarà, sense fer esment de Leonardo.
- Alessandro Achilini, p. 19, De Chyromantiae principiis et phisionomie, 1503.
- Bartolomeo Della Roca, p.19
- Bartolomeo Cocles, p. 21, Chyromantie ac physionomie Anastasis, 1504
- Pomponio Gaurico (1481-1530), p. 17 :De sculptura, 1504
- Joan Lluis Vives (1492-1540) (p.39): De anima et vita, Basilea, 1538.
- Juan Huarte: Examen de ingenios para las ciencias, 1575.
- Michelangelo Biondo (1497-1565) : (p. 40)
- De cognitione hominis per aspectum, Roma, 1544.
- Della nobilissima Pittura, et della sua arte, 1549.
- Pietro d'Abano (p.42): Decisiones physionomiae, 1548.
- Giuntini (1523-1590) (p.42): manuscrit, 1548

- Giorgio Vasari, p.44: A la seua obra "Vita degli artisti...", 1550, no s'ocupa explícitament del tema. Aquesta més que cridanera absència és explicada per Caroli, 1998, com una conseqüència de l'enfrontament entre Michelangelo i Leonardo: «No sé si estarà molt lluny de la realitat atribuir aquesta sordità alle pulsioni formalistiche, e visceralmente anti-leonardesche, di tutto il clan Michelangelo». p. 45. Resulta interessant aquest paràgraf també per l'anotació d'aquest profund coneixedor del Renaixement italià a la que qualifica de pulsions formalistes els moti dell'animo michelangelesques. Anotació més que interessant per entendre l'obra de Miquel Angel especialment la seua evolució cap al manierisme.

- Giovan Paolo Lomazzo,
- Michel de Montaigne (1533-1592): Essajs, Bourdeaux, 1580.
- Gerolamo Cardano, (p.46): Metoscopia, 1658.

### El Seicento
«Les coses començaven a ser, amb consciència creativa, espill fidel i, alhora variable, de les cuites que agitaven els cors»
L'autor manifesta un optimisme notable en aquest punt. No obstant això, caldrà esperar fins al segle xx, amb artistes com Van Gogh, els impressionistes i Edvard Munch, perquè les representacions siguin autèntics miralls de l'ànima. Ara, per expressar la melancolia, els pintors ja no requereixen la representació de cranis o rostres sostinguts dramàticament. La visió global de la pintura expressa, i ara cada element parla per si mateix. Més que cada gest concret, la pintura transmet sentiments com la melancolia, l'esperança o la solitud. La presència humana gairebé ja no és necessària, com es pot apreciar comparant els primers plans de Theodore Géricault, les Melancolies de Domenico Fetti o Grechetto amb la Malenconia de Munch. Posteriorment, s'iniciarà l'època blava de Picasso (1901-1903).
Annibale Carraci i Felippo Baldinucci (1624-1696) ja van abordar aquest tema a Notizie de'professori del disegno (1681-1728), Florència.

### El Settecento
Font:
Pintors:
Guiseppe Maria Crespi :
I pellegrini, caricatura.
Dona amb rosa i gat.
Francisco de Goya:
Tio Paquete.
Estudi de fisiognomica.
Giacomo Ceruti:
Serva ferita.
Jean-Antoine Wattea:
Gilles i altres quatre màscares de la Commedia dell'Arte.
Giuseppe Maria Mitelli:
Noi siam quattro brutte vecchie tutte quattro inamorà.
William Hogarth:
Caràcters i caricatures, 1743.
Teòrics:
William Hogarth, L'anàlisi de la bellesa,1753.

### El Novecento
Hogarth, William, Anàlisi de la bellesa
Burke, Recerca filosòfica sobre l'origen de la nostra idea del sublim i la bellesa,
Crida l'atenció la inclusió de la Grècia Clàssica a l'afirmació: «(...) la cultura occidental ha heretat una idea canònica de la figura humana, una idea evolucionada, però sense modificacions substancials, des de la Grècia Clàssica fins al trànsit entre els segles XIX i XX.».